# Sveriges kommuner

Kommungränserna inom Sverige.

Sveriges kommuner är 290 politiska och administrativa enheter fördelade mellan landets 21 län. De kan betecknas som en geografisk enhet för visst lokalt självstyre och egenförvaltning. I 1974 års regeringsform används benämningen ”kommun på lokal nivå" för att skilja kommunerna från regionerna, som formellt är en "kommun på regional nivå". Kommunernas verksamhet regleras genom kommunallagen från 2017.
I varje kommun finns en folkvald beslutande församling, kommunfullmäktige. Därunder finns kommunstyrelsen, utsedd av kommunfullmäktige, som leder verksamheten. Kommunfullmäktige utser ledamöter i nämnder, utskott och andra kommunala organisationer. Verksamheten finansieras genom kommunalskatter, avgifter och statsbidrag. Kommunala beslut kan överklagas antingen genom laglighetsprövning eller förvaltningsbesvär. 
Sverige har sedan 1971 en enhetlig kommuntyp med gemensamma regler. Vissa kommuner har dock inrättat kommundelsnämnder. Alla kommuner är vidare indelade i distrikt (före 2016 församlingar), totalt 2 523 stycken, som används för folkräkning, statistik och valkretsindelning. 
Sveriges kommuner är, i internationell jämförelse, ytmässigt stora och omfattar i allmänhet såväl tätbebyggelse som landsbygd. En kommun bildas genom beslut av riksdagen, som fastslår kommunens namn.

## Historia
Före 1863 tog kyrksocknarna hand om de lokala frågorna, såväl världsliga som andliga. År 1843 infördes en sockennämnd vid sidan om kyrkorådet, med uppdraget att ansvara för fattigvårdsfrågor och hälsovård.
Kommuner i dagens mening infördes genom 1862 års kommunalförordningar, som delade upp kyrksocknens uppgifter mellan de nya borgerliga och kyrkliga kommunerna. Därefter fanns det flera olika kommunformer i Sverige: städer, köpingar, kyrkliga kommuner och landskommuner. En särskild form var municipalsamhället, som ingick i övergripande landskommuner.
De kyrkliga kommunerna existerade som kommunala myndigheter mellan 1863 och utgången av 1999, då de upphörde som en följd av den förändrade relationen mellan Svenska kyrkan och staten. 
De landskommuner som bildades år 1863 sammanföll geografisk med den kyrkliga kommunen, den tidigare kyrksocknen, men hade andra uppgifter. Utöver landskommunerna fanns även ett antal stads- och köpingskommuner. Högsta beslutande organ i alla små kommuner var kommunalstämman. Från 1919 blev kommunfullmäktige obligatoriskt även i de små kommunerna. Den löpande skötseln av kommunen handhades av en kommunalnämnd, som senare kom att benämnas kommunstyrelse. 
Samtidigt som den nya kommunorganisationen började gälla inrättades landsting som skulle ta hand om de områden som blev för tunga för en kommun att sköta.
Riksdagen beslutade år 1946 att förändra kommunsystemet. 1952 års storkommunreform resulterade i att antalet kommuner minskade från 2 498 till 1 037 genom sammanslagningar. Av dem var 133 städer, 88 köpingar och 816 landskommuner. Det fanns även 173 municipalsamhällen. Efter storkommunreformen utökades kommunernas ansvarsområden ytterligare, vilket ledde till att reformen ansågs otillräcklig. En statlig utredning fastslog 1961 att en ny kommunreform var nödvändig. Utredningens förslag medförde även slutet för uppdelningar i städer, köpingar och landskommuner; i stället infördes ett enhetligt kommunbegrepp. De föreslagna sammanslagningar skulle vara frivilliga, men processen gick långsamt vilket aktualiserade tvångssammanslagningar. Detta beslutades 1969 och innebar att reformen skulle vara genomförd 1974. Antalet kommuner minskade från drygt 1 000 till 278 mellan åren 1962 och 1974. Den senaste kommunsammanslagningen ägde rum 1977. Efter 1977 har antalet kommuner ökat något efter några kommundelningar. Idag (2025) finns det 290 kommuner.
Samarbete mellan Sveriges kommuner sker bland annat genom intresseorganisationen Sveriges Kommuner och Regioner (nuvarande namn sedan 2019).

## Den kommunala administrationen
Enligt kommunallagen ska varje kommun ledas "på demokratins och den kommunala självstyrelsens grund". Kommunen leds av folkvalda församlingar, kallade kommunfullmäktige. Kommunfullmäktige väljs genom proportionella partival för en mandatperiod om fyra år, vid samma tid och på ett liknande sätt som val till riksdagen och regionfullmäktige.
Under kommunfullmäktige ska det finnas en styrelse och de nämnder som utöver styrelsen behövs för kommunens verksamhet. Det kan också finns fullmäktigeberedningar under fullmäktige, och utskott och nämndberedningar under styrelsen och de övriga nämnderna.
Kommunstyrelsen och nämnderna är politiskt sammansatta i proportion till partiernas storlek i kommunfullmäktige; det är möjligt att påverka proportionaliteten något genom att ingå valsamverkan med andra partier.

### Kommunstyrelsen
Styrelsen är den nämnd som leder hela kommunens förvaltning, har uppsikt över övriga nämnders verksamhet och bereder samtliga ärenden som ska beslutas av kommunfullmäktige.
Styrelsen har också en särställning mot övriga nämnder genom att fullmäktige kan delegera till styrelsen att ta beslut om andra nämnders organisation, arbetssätt och andra angelägenheter. Det finns dock en begränsning: kommunstyrelsen får inte ta beslut om andra nämnders myndighetsutövning, tillämpning av lag eller ärenden som gäller enskilda.
Styrelsen ska också ha uppsikt över all kommunal verksamhet som bedrivs i kommunägda bolag och kommunalförbund.

### Valnämnden
Kommunallagen förutsätter implicit att det finns en valnämnd i varje kommun, genom att ge kompletterande uppgifter till valnämnden, att regionerna får nyttja de kommunala valnämnderna mot betalning samt närvarorätten vid valnämndens möten. 
Även vallagen ställer krav på att det ska finnas valnämnd i varje kommun, och anger att valnämnden är lokal valmyndighet. Vallagen innehåller även reglering av valnämndens uppgifter inför och i samband med allmänna val.
Av naturliga skäl är valnämndernas verksamhet begränsad mellan valen, men nämnderna finns alltid utsedda och verksamma. De har både förberedande uppgifter samt beredskap inför extra val (så kallat nyval) eller folkomröstningar.

### Övriga nämnder
Kommunfullmäktige ska enligt kommunallagen tillsätta de övriga nämnder som behövs för att fullgöra kommunens uppgifter enligt lag, annan författning eller för sådan frivillig verksamhet som kommunfullmäktige själv beslutat om. Fullmäktige ska besluta om varje nämnds ansvarsområde.
Även om nämndindelningen är fri påverkas den av speciallagstiftning. Exempelvis anges det i plan- och bygglagen att det ska finnas en byggnadsnämnd i varje kommun, medan lag om kommuners och regioners åtgärder inför och vid extraordinära händelser i fredstid och höjd beredskap reglerar att varje kommun ska ha en krisledningsnämnd. I socialtjänstlagen regleras att kommunfullmäktige ska bestämma vilken eller vilka nämnder som ska fullgöra kommunens uppgifter inom socialtjänsten. Det som föreskrivs i lag för socialnämnd gäller sedan den eller de nämnderna. Det är alltså ansvaret snarare än organisationen som är tvingande.
Andra exempel på vanliga nämnder är utbildningsnämnd, miljönämnd, olika former av omsorgsnämnder, teknisk nämnd och kulturnämnd.

### Revisorer
Varje kommun ska också utse ett granskande organ, i lagtexten benämnt revisorerna.
Revisorerna ska på kommunfullmäktiges uppdrag granska all den verksamhet som nämnderna (inklusive styrelsen) och eventuella fullmäktigeberedningar bedrivit. Revisionen avser den ekonomiska redovisningen,  men även den ekonomisk förvaltningen, att verksamheten sköts på ett ändamålsenligt sätt och att den interna kontrollen är tillräcklig.
Revisorernas granskning omfattar normalt inte myndighetsutövning mot någon enskild.
Revisorernas roll skiljer sig något från övriga politiskt valda uppdrag, genom att kommunallagen reglerar att varje revisor fullgör sitt uppdrag självständigt. Nämnderna, eventuella fullmäktigeberedningar, men också de enskilda ledamöterna och ersättarna, samt kommunens anställda, är skyldiga att lämna revisorerna de upplysningar som de behöver i sitt arbete.
Eftersom de politiskt valda revisorerna normalt är lekmän har de också rätt att biträdas av sakkunniga, med fackmässig kompetens inom revision. Biträdena är opolitiska tjänstemän, som tillsätts genom ett vanligt anställningsförfarande.

### Övriga organisationsformer
Vissa kommunala uppdrag kan bedrivas genom kommunägda bolag, kommunalförbund, stiftelser, föreningar, partssammansatta organ, självförvaltningsorgan eller i ett samarbete där flera kommuner bildar en gemensam nämnd.

### Politiker
De folkvalda fullmäktigeledamöterna och de förtroendevalda ledamöterna och ersättarna i nämnder och övriga kommunala organisationer genomför nästan uteslutande sina uppdrag vid sidan om sitt jobb eller på sin fritid. För att möjliggöra det har de förtroendevalda rätt till tjänstledighet från sin anställning, ersättning för förlorad arbetsinkomst och ersättning för ett fåtal andra kostnader som uppstår till följd av det uppdraget. Kommunfullmäktige får också besluta om arvode och pensionsrättigheter för de förtroendevalda.
Ett fåtal politiker har så många eller så stora förtroendeuppdrag att det motsvarar heltid eller betydande del av heltid. Här gäller i stället att kommunfullmäktige får besluta om ekonomiska förmåner som motsvarar de löne- och anställningsvillkor som gäller för de anställda i kommunen. Förtroendevalda som har så omfattande uppdrag ska benämnas kommunalråd, oppositionsråd eller liknande.
Kommuner har också möjlighet att anställa politiska tjänstemän, så kallade politiska sekreterare.

### Verkställande organisation
Kommunens verkställande organisation utgörs av förvaltningen, som består av anställd personal och sorterar under kommunstyrelsen. Förvaltningen leds av en chefstjänsteman kallad kommundirektör.
Förvaltningen delas in i organisatoriska enheter som arbetar på uppdrag av en eller flera nämnder med att verkställa de uppdrag som politiken beslutat om. Kommunens anställda är politiskt oberoende, och fullgör sina uppdrag utifrån den politik som fullmäktige för tillfället beslutat om.

## Kommunernas uppgifter
De svenska kommunerna har enligt lag ansvar för
- socialtjänsten
- vård och omsorg av äldre och funktionshindrade, se bland annat "Dagmarreformen"
- barnomsorg och förskoleverksamhet
- det offentliga skolväsendet för barn och ungdom
- plan- och byggfrågor
- miljö- och hälsoskydd
- renhållning och avfallshantering
- räddningstjänst
- vattenförsörjning och avlopp
- ordning och säkerhet.

All annan verksamhet sker på frivillig grund, till exempel: 
- fritidsverksamhet
- kultur, bortsett från biblioteken
- bostäder
- energiförsörjning
- näringsliv

## Kommungrupper
Sveriges Kommuner och Regioner tar fram en kommungruppsindelning som används för att underlätta jämförelser och analyser i olika statistiska sammanhang.
Indelningen består av totalt nio kommungrupper fördelade på tre huvudgrupper. Kommunerna grupperas utifrån kriterier såsom tätortsstorlek, närhet till större tätort samt pendlingsmönster, baserat på data från SCB.

### Fotnoter
1. 1 2  Nilsson, Lars; Forsell Håkan (2013). 150 år av självstyrelse: kommuner och landsting i förändring. Stockholm: Sveriges kommuner och landsting. Libris 14968556. ISBN 9789171649669
2. ↑  Kungörelse (1974:152) om beslutad ny regeringsform, 1 kap. 7 §.
3. ↑  Kommunallag (2017:725).
4. ↑  Aronsson Peter, Nilsson Lars historiker, Strömberg Thord, red (2002). Storkommunreformen 1952: striden om folkhemmets geografi. Studier i stads- och kommunhistoria, 0284-1193 ; 24. Stockholm: Stads- och kommunhistoriska institutet. Libris 8409346. ISBN 9188882187
5. ↑  ”Sveriges kommuner och regioner”. ne.se. https://www.ne.se/uppslagsverk/encyklopedi/l%C3%A5ng/sveriges-kommuner-och-regioner. Läst 9 augusti 2024.
6. ↑  Kommunallag 2017:725, 1 kap 2 §.
7. ↑  Kommunallag 2017:725, 1 kap. 4 §, 3 kap. 1 §.
8. ↑  Kommunallag 2017:725, 3 kap. 3–4 §§.
9. ↑  Kommunallag 2017:725, 3 kap. 2, 5 §§.
10. ↑  Kommunallag 2017:725, 5 kap. 58 §.
11. ↑  Kommunallag 2017:725, 6 kap. 1, 13 §§.
12. ↑  Kommunallag 2017:725, 6 kap. 8 §.
13. ↑  Kommunallag 2017:725, 6 kap. 1 §.
14. ↑  Kommunallag 2017:725, 5 kap. 36, 38 §§, 7 kap. 12 §, 9 kap, 16 §.
15. ↑  Vallag 2005:837, 3 kap. 3 § med flera kapitel.
16. ↑  Kommunallag 2017:725, 3 kap. 4 §, 6 kap 2 §.
17. ↑  Plan- och bygglag 2010:900, 12 kap. 1 §.
18. ↑  Lag (2006:544) om kommuners och regioners åtgärder inför och vid extraordinära händelser i fredstid och höjd beredskap, 2 kap. 2 §.
19. ↑  Socialtjänstlag (2025:400), 1 kap, 2 §, 4 kap 1–2 §§.
20. ↑  Kommunallag 2017:725, 3 kap. 10 §.
21. ↑  Kommunallag 2017:725, 12 kap. 1 §.
22. ↑  Kommunallag 2017:725, 12 kap. 3 §.
23. ↑  Kommunallag 2017:725, 12 kap. 7, 9 §§.
24. ↑  Kommunallag 2017:725, 12 kap. 8 §.
25. ↑  Kommunallag 2017:725, 3 kap. 6–9, 11 §§.
26. ↑  Kommunallag 2017:725, 4 kap. 1, 11–16 §§.
27. ↑  Kommunallag 2017:725, 4 kap. 2, 17–18 §§.
28. ↑  Kommunallag 2017:725, 4 kap. 33–34 §§.
29. ↑  Kommunallag 2017:725, 7 kap. 1 §.